# Kimberly Severson
Pour les articles homonymes, voir Severson.
Kimberly Lyda Severson, née le 22 août 1973 à Tucson, est une cavalière de concours complet américaine.
Elle remporte l'or par équipes aux Jeux équestres mondiaux de 2002. Aux Jeux olympiques d'été de 2004, elle est médaillée d'argent du concours complet individuel et médaillée de bronze par équipes.